# Liste d'espèces de mammifères décrites entre 2001 et 2005
De nouvelles espèces biologiques sont régulièrement définies chaque année.

L'apparition d'une nouvelle espèce dans la nomenclature peut se faire de trois manières principales :
- découverte dans la nature d'une espèce totalement différente de ce qui est connu jusqu'alors,
- nouvelle interprétation d'une espèce connue qui s'avère en réalité être composée de plusieurs espèces proches mais bien distinctes. Ce mode d'apparition d'espèce est en augmentation depuis qu'il est possible d'analyser très finement le génome par des méthodes d'étude et de comparaison des ADN, ces méthodes aboutissant par ailleurs à des remaniements de la classification par une meilleure compréhension de la parenté des taxons (phylogénie). Pour ce type de création de nouvelles espèces, deux circonstances sont possibles : soit une sous-espèce déjà définie est élevée au statut d'espèce, auquel cas le nom, l'auteur et la date sont conservés, soit il est nécessaire de donner un nouveau nom à une partie de la population de l'ancienne espèce,
- découverte d'une nouvelle espèce par l'étude plus approfondie des spécimens conservés dans les musées et les collections.

Ces trois circonstances ont en commun d'être soumises au problème du nombre de spécialistes mondiaux compétents capables de reconnaître le caractère nouveau d'un spécimen. C'est une des raisons pour lesquelles le nombre d'espèces nouvelles chaque année, dans une catégorie taxinomique donnée, est à peu près constant. 
Pour bien préciser le nom complet d'une espèce, le (ou les) auteur(s) de la description doivent être indiqués à la suite du nom scientifique, ainsi que l'année de parution dans la publication scientifique. Le nom donné dans la description initiale d'une espèce est appelé le basionyme. Ce nom peut être amené à changer par la suite pour différentes raisons.
Dans la mesure du possible, ce sont les noms actuellement valides qui sont indiqués, ainsi que les découvreurs, les pays d'origine et les publications dans lesquelles les descriptions ont été faites.

## 2001

### Espèces décrites en 2001

#### Rongeurs
- Porc-épic des Roosmalen (Sphiggurus roosmalenorum (Voss et da Silva, 2001))

Eréthizontidé découvert au Brésil par les Roosmalen père et fils en 1996, d'où son épithète spécifique
Basionyme : Coendou roosmalenorum (►Wikispecies).
- Sphiggurus ichillus (Voss et da Silva, 2001))

Eréthizontidé découvert en Équateur (►Wikispecies)
Basionyme : Coendou ichillus.
- Ctenomys lami, 2001

Découvert au Brésil.
- Eliurus antsingy Carleton, Goodman et Rakotondravony, 2001

Nésomyidé découvert à Madagascar.
- Thomasomys reigi Ochoa et al., 2001

Rongeur découvert au Venezuela.
- Neacomys dubosti Voss, Lunde et Simmons, 2001

Découvert en Guyane française, Surinam et Brésil.
- Neacomys paracou Voss, Lunde et Simmons, 2001

Découvert en Guyane française, Venezuela, Guyana, Surinam et Brésil.
- Spalax carmeli Nevo et al., 2001

Découvert en Israël.
- Spalax galili Nevo et al., 2001

Découvert en Israël.
- Spalax golani Nevo et al., 2001
- Spalax judaei Nevo et al., 2001

Découvert en Israël.

#### Lagomorphes
- Sylvilagus varynaensis Durant et Guevara, 2001

Léporidé découvert au Venezuela.

#### Chiroptères

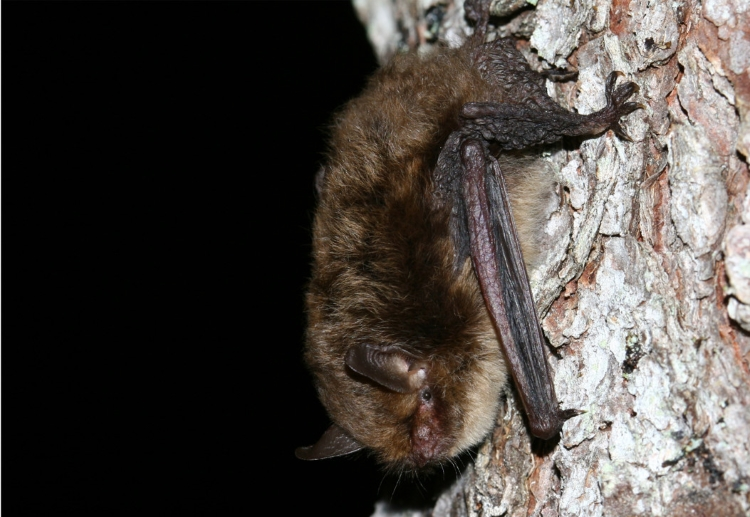
Murin d'Alcathoé (Myotis alcathoe).

- Myotis (Leuconoe) annamiticus Kruskop et Tsytulina, 2001

Vespertilionidé découvert au Vietnam.
- Myotis alcathoe, 2001

Découvert en Europe.
- Sturnira mistratensis, 2001

Découvert en Colombie.
- Glauconycteris curryae, 2001

Découvert en Afrique.
- Carollia colombiana, 2001

Découvert en Colombie.
- Paranyctimene tenax Bergmans, 2001
- Saccopteryx antioquensis Muñoz et Cuartas, 2001

#### Macrochiroptères
- Paranyctimene tenax (Bregmans, 2001)

Ptéropodidé.

#### Xénarthres
- Bradypus pygmaeus Anderson et Handley, 2001

Découvert dans l'île Escudo au Panama. Population antérieurement confondue avec Bradypus variegatus .

### Accession au statut d'espèce (2001)

#### Proboscidiens
- Eléphant africain de forêt (Loxodonta cyclotis (Matschie, 1900))

Antérieurement considéré comme une sous-espèce de l'éléphant d'Afrique (Loxodonta africana cyclotis). Reconnu comme une espèce à part entière, sur des bases génétiques.

### Espèces fossiles (2001)

#### Primates
- Kenyanthropus platyops Leakey (M.G.), Spoor, Brown, Gathogo, Kiarie, Leakey (L.N.) et McDougall, 2001

Hominidé découvert par Justus Erus en 1999.
- Orrorin tugenensis Senut, Pickford, Gommery, Mein, Cheboi et Coppens, 2001

Hominidé découvert en 2000 dans les monts Tugen au Kenya.

#### Périssodactyles
- Kalimantsia bulgarica Geraads, Spassov et Kovachev, 2001

Chalicothériidé.

#### Cétartiodactyles
- Paracamelus minor Logvynenko, 2001

Camélidé découvert dans le Pliocène d'Ukraine .
- Amphirhagatherium edwardsi Hooker et Thomas, 2001

Choeropotamidé.
- Krabimeryx primitivus Métais, Chaimanee, Jaeger et Ducrocq, 2001

Lophiomérycidé.
- Archaeotragulus krabiensis Métais, Chaimanee, Jaeger et Ducrocq, 2001

Tragulidé.
- Parachleuastochoerus sinensis Pickford et Liu, 2001

Suidé.
- Listriodon bartulensis Pickford, 2001

Suidé.
- Parmularius pachyceras Geraards, Brunet, Mackaye et Vignaud, 2001

Bovidé.

### Sous-espèces vivantes nouvelles (2001)

#### Insectivores
- Solenodon paradoxus woodi, 2001

#### Chiroptères
- Plecotus macrobullaris alpinus Kiefer et Veith, 2001

Oreillard découvert dans les Alpes, redécrit en 2002 par Spitzenberger, Haring et Tvrtkovic sous le nom de Plecotus microdontus (synonyme)

### Sous-espèces fossiles nouvelles (2001)

#### Carnivores
- Lion de Béringie (Panthera spelaea vereshchagini (Baryshnikov & Boeskorov, 2001))

Félidé découvert dans l'Arctique sibérien et nord-américain.

#### Cétartiodactyles
- Cervus elaphus rossii Pereira, 2001

Endémique du Pleistocène de Corse.

## 2002

### Espèces décrites en 2002

#### Primates
- Titi du Prince Bernhard (Callicebus bernhardi) M.G.M. van Roosmalen, T. van Roosmalen et Mittermeier, 2002

Découvert au Brésil
- Callicebus stephennashi M.G.M. van Roosmalen, T. van Roosmalen et Mittermeier, 2002

Découvert au Brésil
- Sahelanthropus tchadensis, 2002

#### Cétartiodactyles
- Mesoplodon perrini Dalebout, Mead, Baker, Baker and van Helden, 2002

Ziphiidé

#### Insectivores
- Congosorex verheyeni Hutterer et al., 2002

Soricidé découvert en Afrique (République du Congo et République Centrafricaine).
- Cryptotis tamensis, 2002

Découvert au Venezuela.

#### Chiroptères
- Plecotus microdontus Spitzenberger, Haring et Tvrtković, 2002

Vespertilionidé.
- Oreillard sarde (Plecotus sardus Mucedda, Kiefer, Pidinchedda et Veith, 2002)
- Carollia sowelli, 2002

Découvert en Amérique centrale.
- Rhinolophus sakejiensis Cotterill, 2002

Découvert en Zambie.
- Rhinolophus ziama, 2002

Découvert en Afrique.
- Nyctophilus nebulosus Parnaby, 2002

Microchiroptère vespertilionidé découvert en Nouvelle-Calédonie en mai 1990 et décrit en 2002.
- Micronycteris matses, 2002

Découvert en Amazonie péruvienne.

#### Macrochiroptères
- Pteropus banakrisi Richards et Hall, 2002

Roussette (Ptéropodidés) découverte au Queensland (Australie).
- Pteralopex taki Parnaby, 2002

Roussette de Nouvelle-Géorgie (îles Salomon)

#### Marsupiaux
- Trichosurus cunninghami Lindenmayer, Dubach et Viggers, 2002

Marsupial phalangéridé de l'État de Victoria (Australie)
- Cryptonanus ignitus Diaz et al., 2002

Marsupial didelphidé.

#### Rongeurs
- Abrocoma uspallata Braun et Mares, 2002

Rongeur découvert en Argentine. Un seul spécimen connu, collecté en 1995.
- Heteromys teleus Anderson & Jarrin, 2002

Hétéromyidé découvert en Équateur.
- Habromys delicatulus, 2002

Découvert au Mexique.
- Microtus anatolicus Krystufek & Kefelidglu, 2002

Cridétidé.
- Trinomys mirapitanga Lara, Patton et Hingst-Zaher, 2002

Rongeur échimyidé découvert dans l'État de Bahia, au Brésil.
- Phyllomys pattoni Emmons, Leite, Kock et Costa, 2002

Rongeur échimyidé découvert au Brésil.
- Sommeromys macrorhinos Musser et Durden, 2002

Découvert aux Sulawesi (Indonésie).
- Gerbillus rupicola Granjon, Aniskin, Volobouev et Sicard, 2002

Rongeur découvert au Mali.
Synonyme : Dipodillus rupicola
- Cerradomys maracajuensis (Langguth et Bonvicino, 2002)

Rongeur découvert au Paraguay. Décrit initialement sous le nom d'Oryzomys maracajuensis.
- Cerradomys scotti (Langguth et Bonvicino, 2002)

Rongeur découvert au Brésil. écrit initialement sous le nom d'Oryzomys scotti.
- Juliomys rimofrons, 2002

Découvert au Brésil.
- Bullimus gamay, 2002

Découvert aux Philippines.
- Lophuromys dudui, 2002

Découvert en Afrique.
- Lophuromys verhageni, 2002.
- Thomasomys onkiro Luna et Pacheco, 2002

Rongeur découvert au Pérou.

### Sous-espèces élevées au rang d'espèce ou espèces réhabilitées (2002)

#### Cétartiodactyles
- Mesoplodon traversii (Gray, 1874)

Cétacé ziphiidé. Le spécimen décrit en 1995 sous le nom de Mesoplodon bahamondi appartient en réalité à ce taxon décrit par Gray en 1874 à partir d'un spécimen découvert en 1872.
- Babyrousa togeanensis Sody, 1949

Suidé des îles Togian (Indonésie) auparavant considéré comme une sous-espèce de Babyrousa babyrussa .
- Babyrousa celebensis Deninger, 1909

Suidé se Sulawesi (Indonésie) auparavant considéré comme une sous-espèce de Babyrousa babyrussa .

### Sous-espèces nouvelles (2002)

#### Insectivores
- Crocidura rapax lutaoensis, 2002

#### Chiroptères
- Barbastella barbastellus guanchae Trujillo, Ibáñez et Juste, 2002

Découverte aux Canaries.

#### Primates
- Hapalemur griseus ranomafanensis Rumpler, Hauwy, Rabarivola, Rakotoarisoa et Dutrillaux, 2002

Découvert à Madagascar.

#### Rongeurs
- Microtus lydius ankarensis, 2002

#### Cétartiodactyles
- Ozotoceros bezoarticus arerunguaensis, 2002
- Ozotoceros bezoarticus uruguayensis, 2002

### Espèces fossiles et subfossiles (2002)

#### Chiroptères
- Tachypteron franzeni Storch, Sigé et Habersetzer, 2002

Emballonuridé découvert dans l'Éocène de Messel en Allemagne.

#### Primates
- Australopithecus anamensis Leakey et al., 2002

Hominidé découvert au Kenya en 1988.
- Sahelanthropus tchadensis Brunet et al., 2002

Hominidé découvert au Tchad.
- Homo georgicus Vekua, Lordkipanidze, Rightmire, Agusti, Ferring, Maisuradze et al., 2002

Hominidé découvert en Géorgie .

#### Xénarthres
- Thalassocnus carolomartini (Thalassocnus) McDonald et de Muizon, 2002

Xenarthre nothrothériidé.
- Acratocnus simorhynchus Rega, McFarlane, Lundberg et Christenson, 2002

Xenarthre Mégalonychidé découvert dans la Wisconsinien de République Dominicaine.

#### Cétartiodactyles
- Isanacetus laticephalus Kimura et Ozama, 2002

Cétacé mysticète découvert dans le Miocène du Japon.
- Simocetus rayi Fordyce, 2002

Simocétidé découvert dans l'Oligocène de l'Orégon.
- Babyrousa bolabatuensis Hooijer, 1950

Suidé de Sulawesi (Indonésie) auparavant considéré comme une sous-espèce de Babyrousa babyrussa .
- Hyotherium shanwangense Liu, Fortelius et Pickford, 2002

Suidé.
- Sinapriculus linquensis Liu, Fortelius et Pickford, 2002

Suidé.

## 2003

### Espèces décrites en 2003

#### Marsupiaux
- Microperoryctes aplini (Helgen et Flannery, 2003)

Marsupial péramélidé découvert en Papouasie-Nouvelle-Guinée.

#### Insectivores
- Hylomys megalotis, 2003
- Chodsigoa caovansunga Lunde, Musser et Nguyen, 2003

Insectivore soricidé découvert au Vietnam.
- Cryptotis brachyonyx Woodman, 2003

Soricidé découvert en Colombie.

#### Chiroptères
- Hipposideros scutinares Robinson, Jenkins, Francis et Fulford, 2003

Rhinolophidé découvert au Laos et au Vietnam.
- Rousettus linduensis, 2003

Découvert aux Sulawesi (Indonésie).

#### Cétartiodactyles
- Balaenoptera omurai Wada, Oishi et Yamada, 2003

Balaenoptéridé  (►Wikispecies)
- Damaliscus superstes Cotterill, 2003

Bovidé découvert en Zambie.

#### Carnivores
- Genette de Bourlon (Genetta bourloni Gaubert, 2003)

Viverridé découvert en Afrique (bloc forestier guinéen)

#### Rongeurs
- Heteromys oasicus Anderson, 2003

Hétéromyidé.
- Thomasomys ucucha Voss, 2003

Rongeur collecté pour la première fois en 1980 dans la Cordillera Oriental en Équateur. L'épithète spécifique ucucha signifie "souris" en quechua.
- Cerradomys marinhus (Bonvicino, 2003)

Rongeur découvert au Brésil. Décrit initialement sous le nom d'Oryzomys marinhus.
- Limnomys bryophilus Rickart et  al., 2003

Découvert à Mindanao (Philippines).
- Mus fragilicauda Auffray & al., 2003

Muridé.
- Praomys petteri, 2003
- Rhagomys longilingua Luna et Patterson, 2003

Muridé sigmodontiné découvert au Pérou.
- Dasymys cabrali, 2003
- Dasymys rwandae, 2003
- Dasymys sua, 2003
- Phyllomys lundi Leite, 2003

Rongeur échimyidé découvert au Brésil.
- Phyllomys mantiqueirensis Leite, 2003

Rongeur échimyidé découvert au Brésil.
- Microtus qazvinensis Golineshchev, 2003

Cricétidé découvert en Iran.
- Taterillus tranieri Dobigny, Granjon, Aniskin, Ba et Volobouev, 2003

Rongeur gerbilliné découvert au Mali et en Mauritanie.
- Calomys tocantinsi, 2003

Découvert au Brésil.
- Melomys paveli Helgen, 2003

Découvert à Seram (Indonésie).
- Desmomys yaldeni, 2003

### Espèces revalidées (2003)

#### Carnivores
- Genetta poensis Waterhouse, 1838[20].

### Nouvelles sous-espèces (2003)

#### Marsupiaux
- Lagostrophus fasciatus baudinettei Helgen et Flannery, 2003

Macropodidé.

#### Insectivores
- Sorex tundrensis khankae, 2003

#### Primates
- Trachypithecus geei bhutanensis Wangchuk, Inouye et Hare, 2003

Découvert au Bhoutan.

#### Cétartiodactyles
- Gazella bennettii salinarum Groves, 2003

Bovidé découvert en Inde.

#### Rongeurs
- Microtus savii niethammericus Contoli, 2003

Découvert en Italie.
- Microtus savii tolfetanus Contoli, 2003

Découvert en Italie.

### Sous-espèces revalidées (2003)

#### Proboscidiens
- Éléphant de Bornéo (Elephas maximus borneensis (Deraniyagala, 1950))

Proposition de revalidation de cette sous-espèces sur des bases génétiques.
Source : Fernando, Vidya, Payne, Stuewe, Davison et al., Public Library of Science (PLoS) - Biology 1 (1) : e6 (journal en ligne ; octobre 2003)

### Espèces fossiles et subfossiles (2003)

#### Marsupiaux
- Muramura pinpensis Pledge, 2003

Diprotodonte wynyardiidé découvert en Australie.

#### Insectivores
- Tetracus daamsi, 2003

Érinacéidé découvert dans l'Oligocène de l'île de Majorque (Espagne) .

#### Chiroptères
- Primonatalus prattae Morgan et Czaplewski, 2003

Natalidé découvert dans le Miocène de Floride.
- Phyllops silvai Suárez et Díaz, 2003

Phyllostomidé découvert dans le Quaternaire de Cuba.

#### Primates
- Saharagalago misrensis Seiffert, Simons et Attia, 2003

Galagidé.
- Homme de Ceprano (Homo cepranensis Mallegni, Carnieri, Bisconti, Tartarelli, Ricci, Biddittu et Serge, 2003)

Hominidé découvert dans la province de Frosinone (Latium, Italie) en 1994.

#### Rongeurs
- Migmacastor procumbodens Korth & Rybczynski, 2003

Castoridé découvert au Nébraska (États-Unis).
- Xaymaca fulvopulvis MacPhee et Flemming, 2003

Heptaxodontidé.

#### Xénarthres
- Thalassocnus antiquus Muizon, McDonald, Salas et Urbina, 2003

Nothrothériidé découvert dans le Miocène.

#### Cétartiodactyles
- Palaeogiraffa major Bonis et Bouvrain, 2003

Giraffidé.
- Listriodon retamaensis Pickford et Morales, 2003

Suidé.

## 2004

### Espèces décrites en 2004

#### Chiroptères
- Lophostoma aequatoriale Baker, Fonseca, Parish, Phillips et Hoffmann, 2004

Phyllostomidé découvert en Équateur
- Lophostoma yasuni, 2004

Découvert en Équateur
- Carollia manu

Découvert au Pérou et en Bolivie.
- Carollia monohernandezi Muñoz, Cuartas-Calle et Gonzalez, 2004

Phyllostomidé .
- Kerivoula kachinensis, 2004

Découvert au Myanmar
- Epomophorus anselli, 2004

Découvert au Malawi.
- Lonchophylla chocoana, 2004
- Chaerophon jobimena, 2004

Découvert à Madagascar
- Pipistrellus hanaki Hulva et Benda, 2004

Découvert en Libye

#### Primates
- Macaque d'Arunachal (Macaca munzala Sinha et al., 2005)

Découvert en Inde dans l'Arunachal Pradesh (►Wikispecies)

#### Rongeurs
- Cerradomys andersoni (Brooks et Baker in Baker et al., 2004)

Muridé découvert par Dan Brooks en Bolivie. Décrit initialement sous le nom d'Oryzomys andersoni.
- Peromyscus schmidlyi, 2004

Rongeur
- Reithrodontomys bakeri, 2004

Découvert au Mexique
- Galea monasteriensis Solmsdorff, Kock, Hohoff et Sachser, 2004

Rongeur caviidé découvert en Bolivie.
- Nannospalax munzuri Coşkun, 2004

Découvert en Anatolie orientale (Turquie) .

#### Insectivores
- Microgale jenkinsae, 2004

Tenrécidé découvert à Madagascar.
- Notiosorex cockrumi R. Baker, 2004

Soricidé de l'Arizona (États-Unis)
- Crocidura kegoensis Lunde, Musser et Ziegler, 2004

Soricidé découvert au Vietnam.

#### Marsupiaux
- Spilocuscus wilsoni Helgen et Flannery, 2004

Phalangéridé découvert en Nouvelle-Guinée.
- Monodelphis ronaldi, 2004

Découvert au Pérou.
- Marmosops creightoni, 2004

Découvert en Bolivie.
- Thylamys venustus (Olifers, 2004)

Marsupial didelphidé

### Accès au rang d'espèce (2004)

#### Primates
- Ardipithecus kadabba, 2001

Hominidé décrit en 2001 comme la sous-espèce la plus ancienne d'Ardipithecus ramidus .

### Espèces fossiles et subfossiles (2004)

#### Primates
- Homme de Florès (Homo floresiensis Brown, Sutikana, Morwood, Soejono, Jatmiko, Wayhu Saptomo et Rokus Awe Due, 2004)

Découvert dans l'île de Florès en 2003 (►Wikispecies)
- Pierolapithecus catalaunicus Moyá-Solà et al., 2004

Primate hominoïde

#### Rongeurs
- Propalaeocastor irtyshensis Wu, Meng, Ye et Ni, 2004

Castoridé découvert dans le Xinjiang (Chine).
- Golunda dulamensis Kotlia & Sanwal, 2004

Muridé découvert dans l'Himalaya indien.

#### Embrithopodes
- Arsinoitherium giganteum Sanders, Kappelman & Rasmussen, 2004

Arsinoithériidé découvert dans l'Oligocène d'Éthiopie .

#### Proboscidiens
- Chilgatherium harrisi Sanders, Kappelman & Rasmussen, 2004

Deinothériidé découvert dans l'Oligocène d'Éthiopie.

#### Périssodactyles
- Alicornops lougouense Deng, 2004

Rhinocérotidé.

#### Cétartiodactyles

##### Cétacés
- Eobalaenoptera harrisoni Dooley, Fraser et Luo, 2004

Cétacé découvert en Virginie.

##### Artiodactyles
- Pleiolama mckennai Webb et Meachen, 2004

Camélidé découvert dans le Miocène.
- Hexaprotodon bruneti Boissière et White, 2004

Hippopotamidé découvert en Ethiopie.
Source : Journal of Vertebrate Paleontology, 24 (2) : 464-473.
- Hexaprotodon dulu Boisserie, 2004

Hippopotamidé découvert dans le Pliocène d'Éthiopie .
- Notochoerus clarki White et Suwa, 2004

Suidé découvert en Ethiopie.
- Muntiacus leilaoensis Dong, Pan et Liu, 2004

Cervidé découvert dans le Miocène de Chine.
- Ammotragus europaeus Moullé, Echassoux et Martinez-Navarro, 2004

Bovidé découvert dans le Pleistocène de France.

#### Xénarthres
- Thalassocnus yaucensis de Muizon, McDonald, Salas et Urbina, 2004

Xenarthre nothrothériidé découvert dans le Pleistocène du Pérou.
- Megatherium urbinai Pujos et Salas, 2004

#### Carnivores
- Aelurodon montanensis Wang, Wideman, Nichols et Hanneman, 2004

Canidé découvert dans le Montana.

### Nouvelles sous-espèces (2004)

#### Chiroptères
- Plecotus teneriffae gaisleri, 2004

#### Carnivores
- Tigre de la péninsule malaise (Panthera tigris jacksoni Luo et al. (nomen nudum))

Le nom de sous-espèce est dédié à Peter Jackson (►Wikispecies).

## 2005

### Espèces décrites en 2005

#### Marsupiaux
- Myoictis leucura Woolley, 2005

Dasyuridé découvert en Papouasie-Nouvelle-Guinée .

#### Insectivores
- Congosorex phillipsorum Hutterer et al., 2005

Soricidé découvert en Tanzanie.
- Crocidura kegoensis Lunde, Musser et Ziegler, 2005

Soricidé.

#### Chiroptères
- Lonchophylla orcesi Albuja et Gardner, 2005

Phyllostomidé découvert en Équateur (►Wikispecies)
- Rhinolophus chiewkweeae Yoshiyuki et Lim, 2005

Rhinolophidé découvert en Malaisie.
- Murina harrisoni Csorba et Bates, 2005

Vespertilionidé découvert au Cambodge.
- Xeronycterus vieirai Gregorin et Ditchfield, 2005

Phyllostomidé découvert au Brésil.
- Anoura fistulata Muchhala, Mena et Albuja, 2005

Phyllostomidé découvert en Équateur.
- Scotophilus tandrefana Goodman et al., 2005

Vespertilionidé découvert à Madagascar.
- Natalus lanatus Tejedor, 2005

Natalidé.
- Myotis dieteri Happold, 2005

Vespertilionidé découvert à la grotte du Viaduc à Loudina (République du Congo).
- Platyrrhinus masu Velazco, 2005

Phyllostomidé découvert au Pérou et en Bolivie.
- Platyrrhinus albericoi Velazco, 2005

Phyllostomidé découvert en Équateur et en Bolivie.
- Platyrrhinus metapalensis Velazco, 2005

Phyllostomidé découvert en Équateur et au Pérou.
- Platyrrhinus ismaeli Velazco, 2005

Phyllostomidé découvert en Colombie, Équateur et Pérou.
- Sturnira sorianoi Sánchez-Hernández et al., 2005

Phyllostomidé découvert au Venezuela et en Bolivie.
- Pteralopex flanneryi Helgen, 2005

Ptéropodidé.

#### Primates
- Microcebus lehilahytsara Roos et Kappeler, 2005

Lémurien chirogaléidé découvert à Madagascar
- Mirza zaza Kappeler et Roos, 2005

Lémurien chirogaléidé découvert à Madagascar
- Lepilemur mitsinjonensis Louis, 2005

Lémurien lépilémuridé découvert à Madagascar, décrit par Edward Louis, du jardin zoologique Henry Doorly à Omaha.
Source : International Journal of Primatology 26 (6).
- Lepilemur seali Louis, 2005

Lémurien lépilémuridé découvert à Madagascar, décrit par Edward Louis, du jardin zoologique Henry Doorly à Omaha.
Source : International Journal of Primatology 26 (6).
- Avahi cleesei Thalmann et Geissmann, 2005

Indriidé de Madagascar découvert en 1990 et décrit en 2005. L'épithète spécifique est dédiée à John Cleese, des Monty Python (►Wikispecies)
- Kipunji (Rungwecebus kipunji (Jones, Ehardt, Butynski, Davenport, Mpunga, Machaga et De Luca, 2005))

Cercopithécidé découvert en Tanzanie dans la forêt de Rungwe (►Wikispecies)
Source : Science 308 (5725) : 1461-1464.
D'abord décrit d'après des photographies, considéré comme un mangabey et nommé Lophocebus kipunji, l'obtention d'un spécimen mort a permis une étude génétique qui a montré que cette espèce était proche des babouins et a amené à la création en 2006 du genre nouveau Rungwecebus.
- Titi de GoldenPalace.com (Callicebus aureipalatii Wallace, 2005)

Pithéciidé découvert en Bolivie

#### Rongeurs
- Laonastes aenigmamus Jenkins, Kilpatrick, Robinson, et Timmins, 2005

Rongeur de la famille des Diatomyidae (connue jusqu'alors seulement à l'état fossile)
Découvert au Laos
- Saxatilomys paulinae Musser, Smith, Robinson et Lunde, 2005

Muridé découvert au Laos.
- Voalavo antsahabensis Goodman, Rakotondravony, Randriamanantsoa et Rakotomalala-Razanahoera, 2005

Muridé nésomyiné découvert à Madagascar
Source : Proceedings of the Biological Society of Washington, 118 (4) : 863-873.
- Habromys schmidlyi Romo-Vásquez, León-Paniagua et Sánchez, 2005

Cricétidé découvert au Mexique.
- Hylaeamys acritus (Emmons et Patton, 2005)

Muridé découvert en Bolivie. Décrit initialement sous le nom d'Oryzomys acritus .
- Wiedomys cerradensis Gonçalves, Almeida et Bonvicino, 2005

Cricétidé découvert au Brésil.
- Macrotarsomys petteri Goodman et Soarimalala, 2005

Nésomyidé découvert à Madagascar.
- Hydromys ziegleri Helgen, 2005

Muridé découvert en Nouvelle-Guinée.
- Mayermys germani Helgen, 2005

Muridé découvert en Nouvelle-Guinée .
- Akodon philipmyersi Pardiñas et al., 2005

Cricétidé découvert en Argentine.
- Chrotomys sibuyanensis Rickart et al., 2005

Muridé découvert aux Philippines.
- Rhipidomys cariri Tribe, 2005

Cricétidé découvert au Brésil.
- Helomyscus arcimontensis Carleton et Stanley, 2005

Muridé découvert en Tanzanie.
- Neusticomys ferreirai Percequillo et al., 2005

Cricétidé découvert au Brésil.
- Oligoryzomys moojeni Weksler et Bonvicino, 2005

Cricétidé découvert au Brésil.
- Oligoryzomys rupestris Weksler et Bonvicino, 2005

Cricétidé découvert au Brésil.
- Echimys vieirai Iack-Ximenes, de Vivo et Percequillo, 2005

Echimyidé découvert au Brésil.

#### Cétartiodactyles
- Orcaella heinsohni Beasley, Robertson et Arnold, 2005

Cétacé delphinidé décrit en Australie, antérieurement confondu avec Orcaella brevirostris (►Wikispecies)
- Kobus anselli Cotterill, 2005

Bovidé découvert au Katanga, en République Démocratique du Congo.
- Moschiola kathygre Groves et Meijaard, 2005

Tragulidé découvert au Sri Lanka
.

### Accès au statut d'espèce (2005)

#### Marsupiaux
- Myoictis wavicus Tate, 1947

Dasyuridé 

#### Cétartiodactyles
- Moschiola indica Gray, 1852

Chevrotain de l'Inde péninsulaire à nouveau reconnue comme espèce (antérieurement intégrée à Moschiola meminna) 

### Nouvelles sous-espèces (2005)

#### Carnivores
- Panda géant du Shaanxi (Ailuropoda melanoleuca quilingensis Wan, Wu et Fang, 2005)

Découvert dans la province de Shaanxi en Chine.

#### Rongeurs
- Rhipidomys cariri baturiteensis Tribe, 2005

Cricétidé découvert au Brésil.

#### Insectivores
- Sorex caecutiens hallamontanus Abe et Oh, 2005

Soricidé découvert en Corée du Sud.

#### Primates
- Chimpanzé de Marunga (Pan troglodytes marungensis (Noack, 1887))

Sous-espèce constituée de populations antérieurement incluses dans Pan troglodytes schweinfurthii. Ouganda, Rwanda, Burundi et Tanzanie.

### Espèces fossiles et subfossiles (2005)

#### Marsupiaux
- Maastrichtidelphys meurismeti Martin, Jagt, Schulp et Mulder, 2005

Marsupial découvert aux Pays-Bas .

#### Insectivores
- Asionyctia guoi Missiaen et Smith, 2005

Nyctithériidé découvert dans le Pliocène de Chine.

#### Primates
- Bugtipithecus inexpectatus Marivaux et al., 2005

Découvert dans l'Oligocène  du Pakistan.

#### Rongeurs
- Sciurus olsoni

Sciuridé découvert au Nevada.
- Paraphiomys knolli López-Antoñanzas et Sen

Thryonomyidé découvert en Arabie Saoudite.

#### Créodontes
- Apterodon intermedius Lange-Badré et Böhme, 2005

Créodonte découvert dans le Ruppélien d'Allemagne .

#### Tubulidentés
- Orycteropus abundulafus Lehmann, Vignaud, Likius et Brunet, 2005

Oryctéropidé découvert dans le Miocène et le Pliocène du Tchad.

#### Notungulés
- Sallatherium altiplanense Reguero et Cerdeno, 2005

Notungulé Hégétothériidé découvert dans l'Oligocène .

#### Cétartiodactyles

##### Cétacés
- Beneziphius brevirostris Lambert, 2005
- Carolinacetus gingerichi Geisler, Sanders et Luo, 2005

Découvert dans l'Éocène de Caroline du sud.
- Tagicetus joneti Lambert, Estevens et Smith, 2005

Kentriodontidé.